# Quelicai (Verwaltungsamt)
| \| \| |
|       |

|  |

Quelicai ist ein osttimoresisches Verwaltungsamt (portugiesisch Posto Administrativo) in der Gemeinde Baucau. Verwaltungssitz ist Quelicai im Suco Lacoliu.

## Geographie
Bis 2014 wurden die Verwaltungsämter noch als Subdistrikte bezeichnet.
Das Verwaltungsamt Quelicai liegt im Süden der Gemeinde Baucau. Es grenzt im Nordwesten an das Verwaltungsamt Baucau, im Nordosten an das Verwaltungsamt Quelicai Antigo (Alt-Quelicai), im Südosten an das Verwaltungsamt Baguia, im Südwesten an das Verwaltungsamt  Matebian und im Süden an die Gemeinde Viqueque.
Quelicai hat eine Fläche von 98,20 km² und teilt sich in die sechs Sucos Baguia, Bualale, Lacoliu (Locoliu), Letemumo (Letemuno) und Macalaco.

Klimadaten
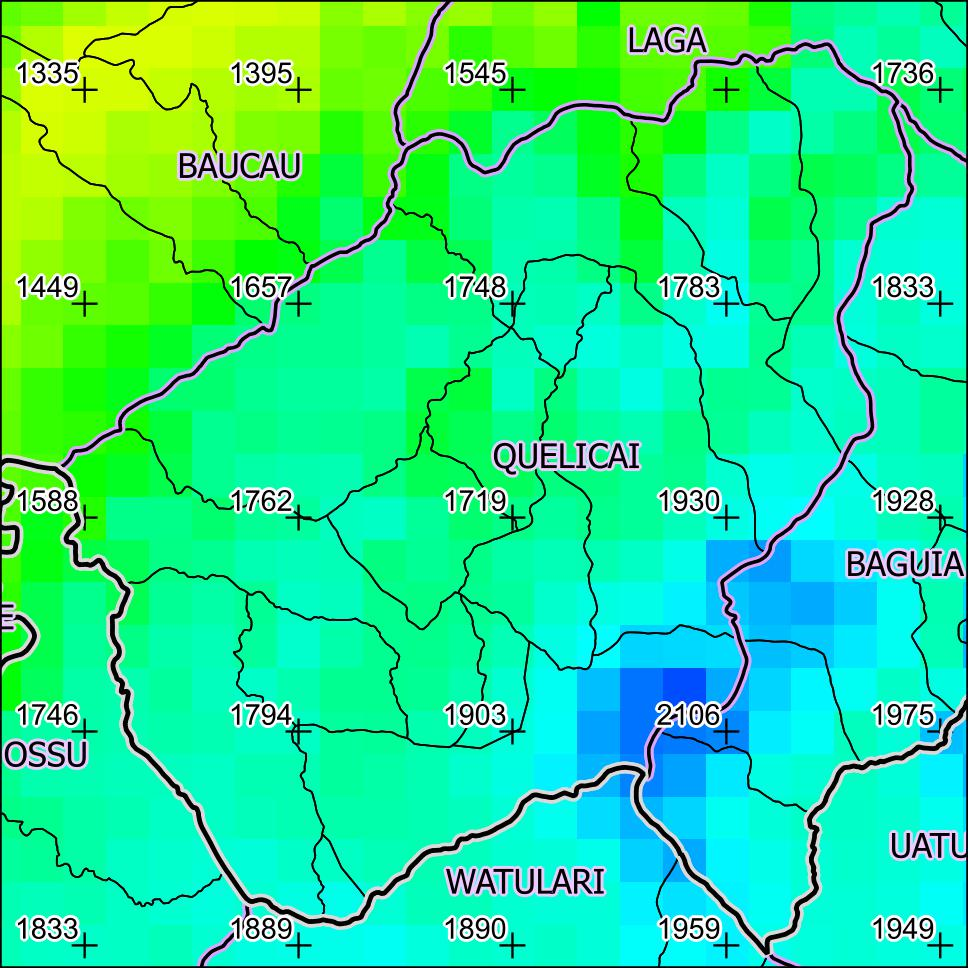
Jährliche Niederschlagsmenge (2000)
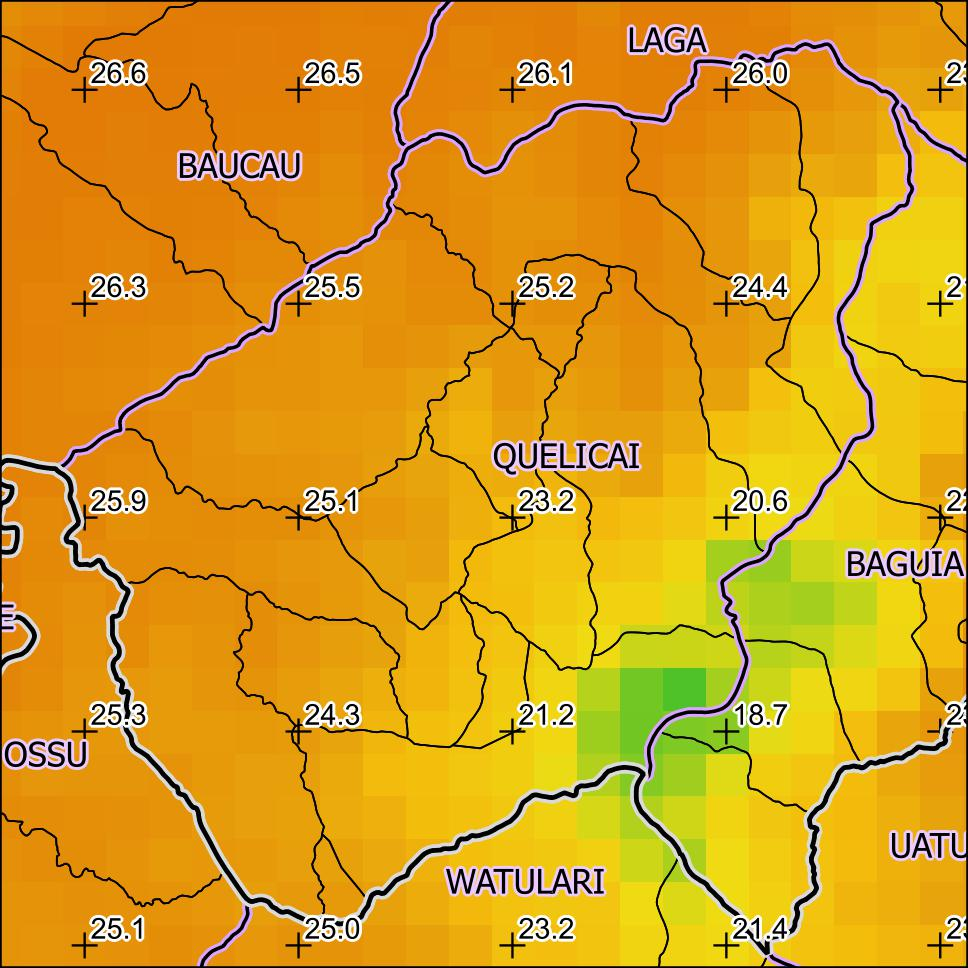
Jahresdurchschnitts-temperatur (2000)

## Einwohner
Im Verwaltungsamt leben 6.791 Einwohner (2022). Die größte Sprachgruppe bilden die Sprecher der Nationalsprache Makasae.

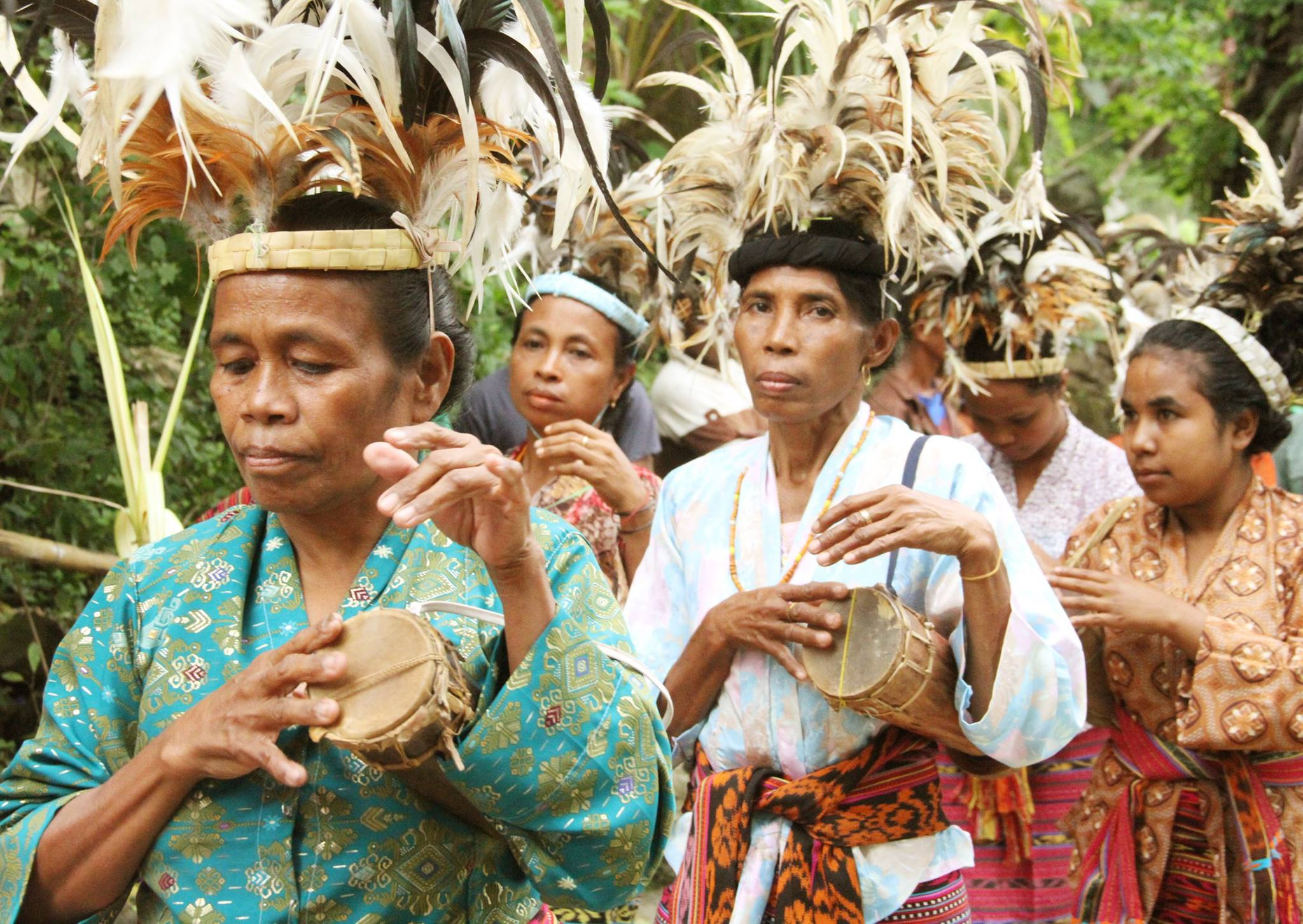
In Bualale (2016)
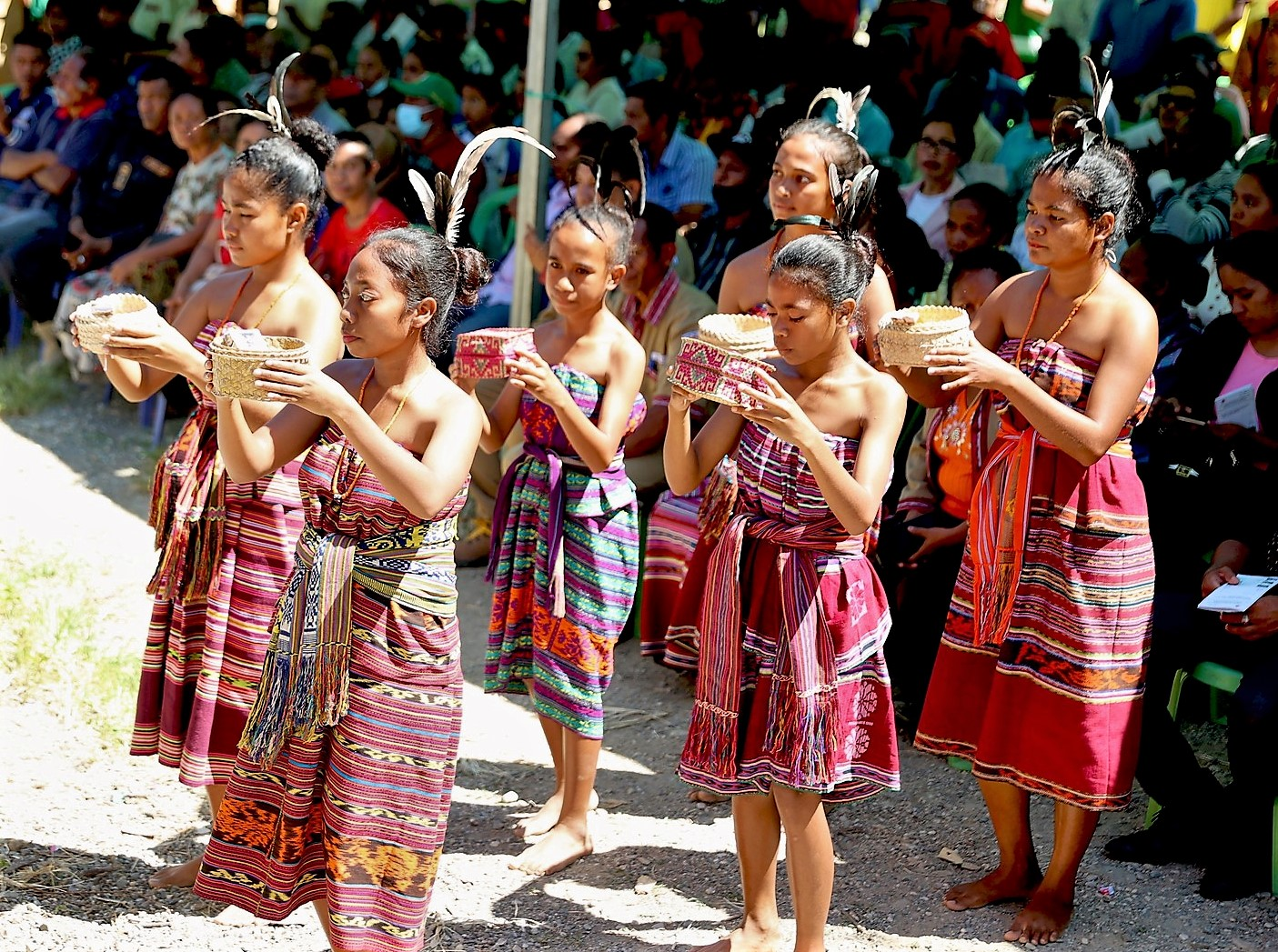
In Quelicai (2022)

## Geschichte

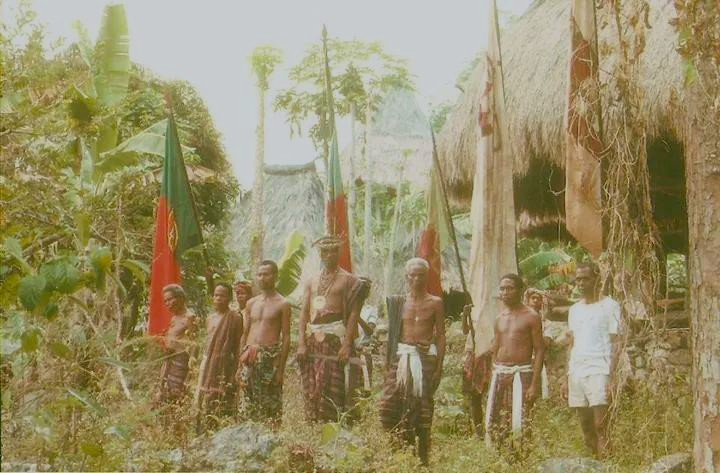
Letemumo (1968)

1903 und 1912 scheiterten Aufstände Quelicais gegen die portugiesischen Kolonialherren. Die Residenz und das Büro des Administrators, die Kirche und andere Bauwerke aus der portugiesischen Kolonialzeit sind aber noch in Benutzung.
Aquiles Freitas Soares, der Liurai von Letemumo war eine führende Persönlichkeit im Abwehrkampf gegen die indonesischen Invasoren. Aufgrund von internen Spannungen wurde er aber bei Vemasse, zusammen mit anderen Männern seines Comando da Luta Boru-Quere von der FRETILIN zwischen Dezember 1976 und Januar 1977 hingerichtet.

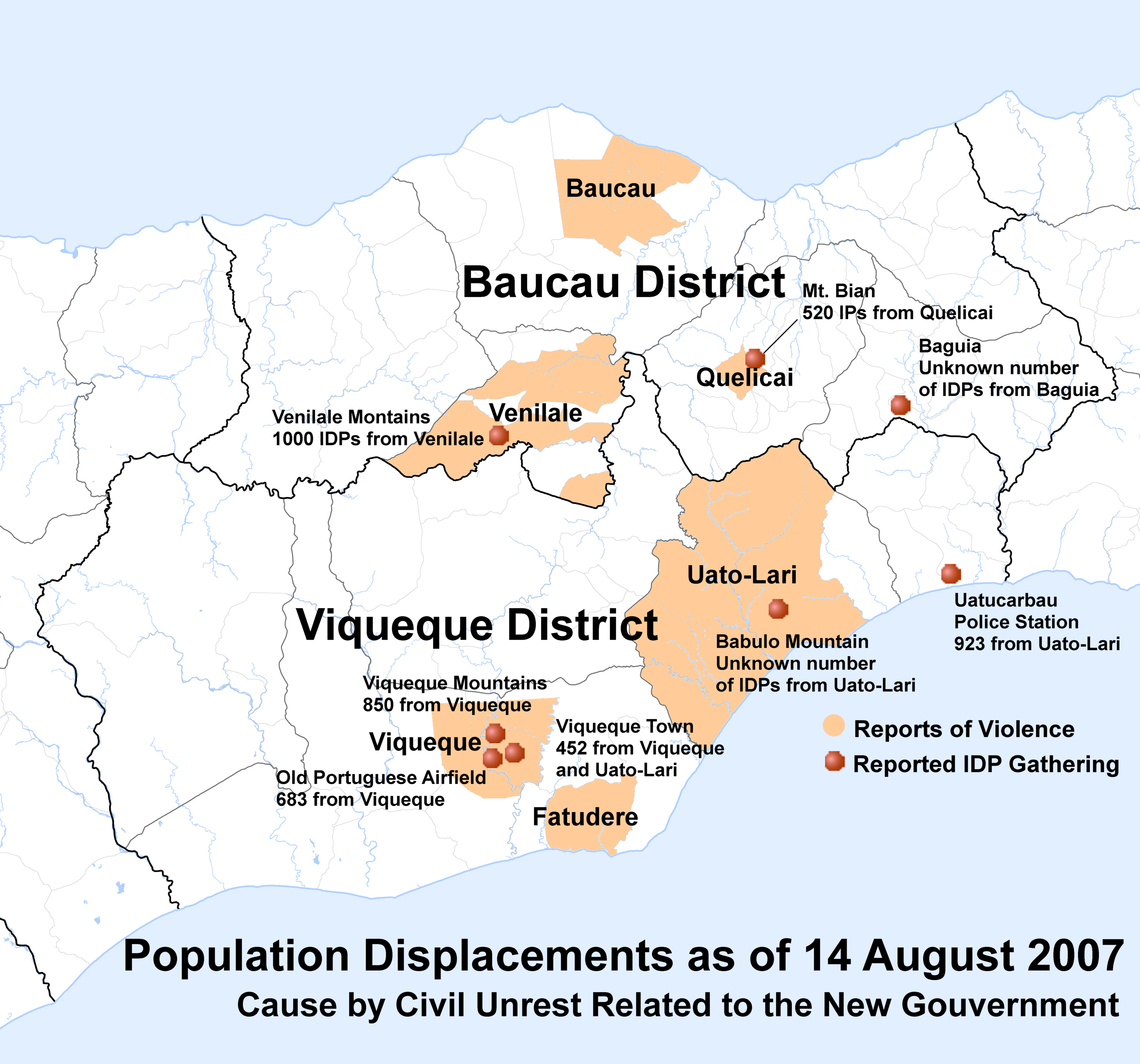
Flüchtlinge in Osttimor nach den Parlamentswahlen 2007.

Ende 1979 befand sich in der Stadt Quelicai ein indonesisches Lager für Osttimoresen, die zur besseren Kontrolle von den Besatzern umgesiedelt werden sollten. Zwischen 1979 und 1981 wurden 205 Familien aus Quelicai, Quelicai in Afaçá, Afaçá, Guruça, Abafala, Uaitame und Bualale durch die Indonesier über das Lager in eine neue Siedlung namens Mulia (Suco Tequinaumata) in Laga zwangsumgesiedelt. Man befürchtete, die Dörfer, die nah an den Wäldern lagen, könnten die FALINTIL unterstützen. Die alten Wohnhäuser wurden nach der Räumung niedergebrannt, Felder zerstört und das Vieh getötet. Mehrere Bewohner wurden verletzt. Unter schwerer Bewachung wurden die Einwohner auf Lastwagen nach Mulia gebracht.
In den 1980er Jahren wurde Quelicai von der indonesischen Armee im Kampf gegen die FALINTIL bombardiert und mehrfach durchkämmt, was zu Toten unter den Einwohnern führte. Am 31. Mai 1997 geriet ein indonesischer Sicherheitstransport in Quelicai in einen Hinterhalt. Männer in indonesischer Militäruniform stoppten den Lastwagen mit 28 Polizisten und Soldaten. Als der Lastwagen hielt, wurde eine Handgranate auf die Ladefläche geworfen. Ein Fass mit Treibstoff, das sich dort befand, explodierte. 17 Indonesier wurden getötet. Bei der indonesischen Militäraktion, die darauf folgte, wurden 114 Einwohner verhaftet. Während der Gewalttaten rund um das Unabhängigkeitsreferendum von 1999 kam Quelicai vergleichsweise glimpflich davon. Pro-indonesische Milizionäre brannten nur einige Häuser nieder.
Bei Unruhen im Ort Quelicai 2001 gab es Tote.
Nachdem Xanana Gusmão am 8. August 2007 infolge der Parlamentswahlen 2007 den Auftrag zur Regierungsbildung erhalten hatte, randalierten enttäuschte FRETILIN-Anhänger auch in Quelicai. 520 Menschen flohen aus ihren Häusern und versammelten sich am Berg Matebian.
Ende Juni/Anfang Juli 2011 verhaftete die Polizei im damaligen Subdistrikt mehrere Dutzend Mitglieder einer Bande in einer großangelegten Aktion. 50 Personen wurden vor Gericht gestellt. Ihnen wurden Diebstähle und Vergewaltigungen, vor allem in Laisorolai und den Nachbar-Sucos vorgeworfen.
Am 1. Januar 2024 wurden von Quelicai die Verwaltungsämter Quelicai Antigo und Matebian abgetrennt.

## Politik
| Administrator des Subdistrikts/Verwaltungsamts |                              |             |
| Bild                                           | Name                         | Amtszeit    |
|                                                | Mateus Ximenes Belo          | 1988–1990   |
|                                                | Lino Fortuzo                 | um Mai 2012 |
|                                                | Pelazio Ximenes Belo         | um 2015     |
|                                                | Sebastiao Pereira Gaio Pires | um 2016     |

Der Administrator des Verwaltungsamts wird von der Zentralregierung in Dili ernannt. 2015 war dies Pelazio Ximenes Belo und 2016 Sebastiao Pereira Gaio Pires.

## Wirtschaft und Infrastruktur
Der Markt des Ortes Quelicai bildet das wirtschaftliche Zentrum des Verwaltungsamtes. Er findet mittwochs und samstags statt, wo verschiedene Waren verkauft werden, um den Lebensunterhalt aufzubessern. Daneben gibt es kleine Läden und Restaurants, mit einem begrenzten Angebot. Was nicht in der Region produziert wird, wird aus Baucau und Dili nach Quelicai gebracht. Zu den wenigen Produktionen gehören Reismühlen zur Herstellung von Chips, Korbflechterei und das Weben von Tais.
64 % der Haushalte bauen Maniok an, 53 % Kokosnüsse, 64 % Mais, 44 % Reis, 20 % Kaffee und 44 % Gemüse. Angepflanzt werden außerdem Hirse, Baumwolle, Bohnen, Kohl, Senf, Taro, Nüsse, Lichtnuss, Bananen und Ananas. Haustiere sind Wasserbüffel, Rinder, Pferde, Ziegen, Schafe, Hühner, Schweine und Hunde.
Die mangelhaften Straßen erschweren, das Potential für den Tourismus zu nutzen, auch wenn der Matebian mit seiner Landschaft ein attraktives Ziel ist. Auch der Handel wird dadurch erschwert. Die Straße nach Baucau wird derzeit (2025) erneuert. Die Regenzeit verursacht immer wieder schwere Schäden.
In Quelicai fand man ein Phosphatvorkommen.
Die Bevölkerung im Verwaltungsgebiet Quelicai hat in vielen Dörfern keinen direkten Zugang zu sauberem Wasser. Zum Waschen und Baden müssen die Menschen vier bis sieben Kilometer laufen, um Wasser aus Flüssen zu holen. Trinkwasser wird auch aus Baucau nach Quelicai gebracht.
Fast alle Dörfer haben Grundschulen, auch wenn es oft an Lehrern und Material mangelt.

## Persönlichkeiten
- Custódio Belo (* 1951), Freiheitskämpfer und Politiker
- Aquiles Freitas Soares († 1976/77), Freiheitskämpfer
- Inácio Moreira (* 1962), Politiker
- Fausto Freitas da Silva (* 1963), Politiker
- Domingos Sávio Cabral Ribeiro (1967–2022), Politiker
- Benvinda Catarina Rodrigues (* 1968), Politikerin